# Top Secret - Greatest Hits
Top Secret - Greatest Hits är ett Samlingsalbum med Secret Service utgivet i november 2000. Innehåller bl.a. två nya tidigare outgivna låtar "Destiny of Love" och "The Sound of the Rain"

## Låtlista
1. Oh Susie 4.08  - (Björn Håkanson, Tim Norell)
2. The Dancer 3.33 [Ny version inspelad 2000] - (Björn Håkanson, Tim Norell)
3. Ten O'clock Postman 3.37 - (Björn Håkanson, Tim Norell)
4. Cry Softly (Time Is Mourning) 3.31 - (Björn Håkanson, Tim Norell)
5. Flash in the Night 3.37 - (Björn Håkanson, Tim Norell)
6. Let Us Dance Just a Little Bit More 4.12  - (Norell,Oson)
7. Ye Si Ca 3.10 - (Björn Håkanson, Tim Norell)
8. If I Try 4.06 - (Björn Håkanson, Tim Norell)
9. Fire into Ice 3.42  - (Björn Håkanson, Ulf Wahlberg)
10. Destiny of Love 4.08 [Ny låt inspelad 2000] - (Norell,Oson,Bard)
11. Night City 4.08 [Ny mix] - (Norell,Oson)
12. Rainy Day Memories 3.09 [Ny version inspelad 2000] - (Björn Håkanson, Tim Norell)
13. L.A. Goodbye 3.16  - (Björn Håkanson, Tim Norell)
14. When the Night Closes In 4.04 - (Norell,Oson)
15. The Sound of the Rain 3.49 [Ny låt inspelad 2000] - (Norell,Oson,Bard)
16. Bring Heaven Down 3.37 [Från filmen 'Ha ett underbart liv' 1992] - (Norell,Oson,Bard)
17. Like a Morning Song 3.00  - (Björn Håkanson, Tim Norell)
18. Dancing in Madness 2.53  - (Björn Håkanson, Tim Norell)
19. Jo-Anne, Jo-Anne 3.19  - (Björn Håkanson, Tim Norell)
20. I'm So, I'm So, I'm So (I'm So in Love with You)  - (Norell,Oson,Bard)

Producerat av Secret Service.
1, 3: Inspelad 1979 OAL Studio, Sollentuna
2: Inspelad 2000 XTC Studio, Älvsjö, Mixad Södra Studion, Stockholm
4: Inspelad 1981 Park Studio, Älvsjö
5: Inspelad 1981 Park Studio, Älvsjö, och Europa Film Studios
6, 14: Inspelad 1985 Park Studio, Älvsjö
7, 13: Inspelad 1980 OAL Studio, Sollentuna
8, 9, 17: Inspelad 1982 Park Studio, Älvsjö och Europa Film Studios
10, 15: Inspelad 2000 XTC Studio, Älvsjö. Mixad Södra Studion, Stockholm
11: Inspelad 1985 Park Studio, Älvsjö Ny mix av Anders Hansson
12: Nyinspelad version 2000 XTC Studio, Älvsjö, Mixad Södra Studion, Stockholm
16: Inspelad 1992 Sonet Studio 2, Bromma
18: Inspelad 1982 Park Studio, Älvsjö
19: Inspelad 1983 Park Studio, Älvsjö
20: Inspelad 1987 Sonet Studios